# Municipio de Erhards Grove
El municipio de Erhards Grove (en inglés: Erhards Grove Township) es un municipio ubicado en el condado de Otter Tail en el estado estadounidense de Minnesota. En el año 2010 tenía una población de 442 habitantes y una densidad poblacional de 4,89 personas por km².

## Geografía
El municipio de Erhards Grove se encuentra ubicado en las coordenadas 46°30′45″N 96°5′51″O / 46.51250, -96.09750. Según la Oficina del Censo de los Estados Unidos, el municipio tiene una superficie total de 90.41 km², de la cual 86,35 km² corresponden a tierra firme y (4,49 %) 4,06 km² es agua.

## Demografía
Según el censo de 2010, había 442 personas residiendo en el municipio de Erhards Grove. La densidad de población era de 4,89 hab./km². De los 442 habitantes, el municipio de Erhards Grove estaba compuesto por el 98,64 % blancos, el 0,23 % eran afroamericanos, el 0,23 % eran amerindios, el 0,45 % eran asiáticos y el 0,45 % eran de una mezcla de razas. Del total de la población el 1,81 % eran hispanos o latinos de cualquier raza.